# Gregori (prefecte de l'annona)
Gregori (en llatí Gregorius) va ser un magistrat romà del segle iv.
Era prefecte de l'annona sota Flavi Gracià l'any 377. Gothofredus l'identifica amb el Gregori al que Simmac va escriure diverses lletres i que va exercir el càrrec de qüestor. Trobem mencionat a Gregori al Codex Theodosianus.